# Недялко Тодоров
Недялко Тодоров Барзов е български офицер, генерал-майор от кавалерията, участник в Сръбско-българската (1885), Балканската (1912 – 1913) и Междусъюзническата война (1913), началник на ремонтно етапно конско депо през Първата световна война (1915 – 1918).

## Биография
Недялко Тодоров е роден на 17 март 1862 г. в Калофер, Османска империя. През 1883 г. завършва в 4-ти випуск на Военното на Негово Княжеско Височество училище и на 30 август е произведен в чин подпоручик. Служи във 2-ри конен полк. Взема участие в Сръбско-българската война (1885), през следващата година на 24 март е произведен в чин в чин поручик, а от 1888 г. е ротмистър. През 1889 г. като ротмистър от 3-ти конен полк е командирован за обучение в Императорския кралски военноездови институт във Виена, който завършва през 1891 г. и се завръща в България.
На 9 октомври 1893 е произведен в чин майор и назначен за началник на Кавалерийския курс, на която служба е до 1907 г., като на 2 май 1902 г. е произведен в чин подполковник, а на 19 септември 1906 в чин полковник.
На 15 декември 1907 полковник Недялко Тодоров е назначен за командир на 2-ри конен полк. Взема участие в Балканската (1912 – 1913) и Междусъюзническата война (1913), като командир на поверения му полк, който командва до април 1913 година. През 1914 г. е назначен за командир на 2-ра конна бригада, а от следващата година поема командването на 4-та конна бригада. На 7 септември 1915 г. е уволнен от служба.
През Първата световна война (1915 – 1918) запасният полковник Недялко Тодоров мобилизиран и служи като началник на Ремонтно етапно конско депо (10 септември 1915 – 1 ноември 1918), за която служба „за отличия и заслуги през войната“ съгласно заповед № 463 от 1921 г. по Министерството на войната е награден с Народен орден „За военна заслуга“ IIІ степен без военно отличие. На 1 ноември 1918 г. е уволнен от служба.
На 31 декември 1935 г. е произведен в чин генерал-майор.
Генерал-майор Недялко Тодоров умира на 24 май 1940 г. в София.

## Семейство
Генерал-майор Недялко Тодоров е по-големият брат на ветеринарния лекар санитарен полковник д-р Христо Тодоров Барзов (р. 1870).

## Военни звания
- Подпоручик (30 август 1883)
- Поручик (24 март 1886)
- Ротмистър (1888)
- Майор (9 октомври 1893)
- Подполковник (2 май 1902)
- Полковник (19 септември 1906)
- Генерал-майор (31 декември 1935)

## Награди
- Военен орден „За храброст“ IV степен, 2 клас
- Орден „Св. Александър“ IV степен с мечове по-средата
- Народен орден „За военна заслуга“ IIІ степен без военно отличие (1921)
- Орден „За заслуга“

## Образование
- Военно на Негово Княжеско Височество училище (до 1883)
- Императорски кралски военноездови институт във Виена (1889 – 1891)